# Aleksa Šantić (ville)
Pour les articles homonymes, voir Aleksa Šantić (homonymie).
Aleksa Šantić (en serbe cyrillique : Алекса Шантић ; en hongrois Hadikkisfalu) est une localité de Serbie située dans la province autonome de Voïvodine et sur le territoire de la ville de Sombor, district de Bačka occidentale. Au recensement de 2011, elle comptait 1 778 habitants.
Officiellement classée parmi les villages de Serbie, la localité doit son nom à Aleksa Šantić, un poète serbe de Bosnie-Herzégovine.

## Démographie

### Évolution historique de la population
| 1948  | 1953  | 1961  | 1971  | 1981  | 1991  | 2002  | 2011  |
| ----- | ----- | ----- | ----- | ----- | ----- | ----- | ----- |
| 1 020 | 1 446 | 1 751 | 2 064 | 2 259 | 2 267 | 2 172 | 1 778 |

|  |